# Ocean Parkway (línea Brighton)
Ocean Parkway es una estación en la línea Brighton del Metro de Nueva York de la división B del Brooklyn–Manhattan Transit Corporation. La estación se encuentra localizada en Brighton Beach, Brooklyn entre Ocean Parkway y la Avenida Brighton Beach. La estación es servida en varios horarios por los trenes de las líneas B y Q.